# Saussurea candolleana
Saussurea candolleana là một loài thực vật có hoa trong họ Cúc. Loài này được (Wall.) C.B.Clarke miêu tả khoa học đầu tiên.